# Communauté rurale de Bélé
Pour les articles homonymes, voir Bélé.
La communauté rurale de Bélé est une communauté rurale du Sénégal située à l'est du pays faisant partie de l'arrondissement de Bélé dans le département de Bakel de la région de Tambacounda.

## Géographie
La communauté rurale a une superficie de 990 km2.

## Population
En 2011, la population de la communauté rurale est estimée à plus de 19 000 personnes.

## Villages
La communauté rurale de Bélé comporte 32 villages selon le recensement administratif de 2003.
- Ari Hara
- Arigabo
- Bélé, chef-lieu
- Boubouta
- Daharatou
- Dare Salam
- Diabougou Mossi
- Dialiguel
- Dounde
- Fategolombi
- Gourel Abdoulaye Diaw
- Gourel Bouly
- Gourel Mamadou Bara
- Gourel Sory Lamine
- Guirobe
- Guita
- Mamadao
- Nayes
- Oubawol
- Ouro Himadou
- Ouro Sileye
- Seling
- Sene Issag
- Sene Yope
- Sénoudébou
- Seno Samba Coulibaly
- Sinthiou Dialiguel
- Sinthiou Saidou Ndoula
- Gourel Mamadou
- Séno Issaga
- Séno Youpé
- Ouro Soulé